# Boskoffie (soort)
Boskoffie (Faramea guianensis) is een struik of kleine boom.
Het verspreidingsgebied omvat Suriname, Frans-Guyana en noordelijk Brazilië.
De bladeren hebben korte stelen en ze zijn lang en elliptisch. Ze meten ongeveer 14 bij 4,3 cm lang. De bloeiwijze is beschermd door een paar grote witachtige schutbladeren. Daarin zit een klein wit bloempje met vier bloemblaadjes. De vrucht is een donkerblauwe bes.  De plant wordt in Camopi (Frans-Guyana) is drassig oerwoud aangetroffen in de onderlaag van een bos dat vooral uit Euterpe oleracea, Symphonia globulifera, Virola surinamensis bestaat met een veel voorkomende palmboom Geonoma baculifera.